# Provinz Béni Mellal

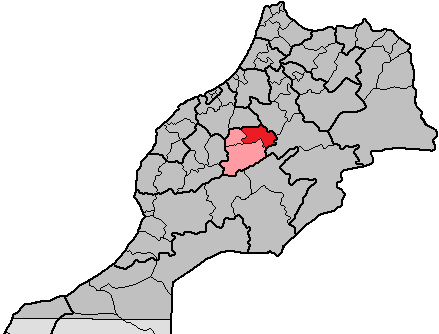
Provinz Béni Mellal in der Region Tadla-Azilal

Béni Mellal (arabisch إقليم بني ملال, DMG Iqlīm Banī Mallāl, Zentralatlas-Tamazight ⵜⴰⵙⴳⴰ ⵏ ⴰⵢⵜ ⵎⵍⵍⴰⵍ Tasga n Ayt Mllal) ist eine Provinz in Marokko. Sie gehört seit der Verwaltungsreform von 2015 zur Region Béni Mellal-Khénifra (davor Tadla-Azilal) und liegt im Zentrum des Landes, an der Nordwestabdachung des Hohen Atlas. Die Provinz hat 488.505 Einwohner (2004).

Flagge der Provinz Béni Mellal

## Kommunen
Die in der Provinz als Selbstverwaltungskörperschaften der örtlichen Gemeinschaft liegenden Kommunen sind in der nachfolgenden Tabelle mit der Einwohnerzahl  dargestellt. Nur die ersten vier Kommunen sind als städtische Siedlungen (M = commune municipal) eingestuft; weitere 18 Kommunen gelten als Landgemeinden (communes rurales) und bestehen aus einer Vielzahl von Dörfern. Die Schreibweise der Kommunen nach dem Recensement 2004 weicht in einigen Fällen von der Schreibweise im Décret no 2-09-320 du 11 juin 2009 fixant la liste des cercles, des caïdats et des communes urbaines et rurales ab. Eine abweichende Schreibweise im Dekret ist in Klammern angefügt.
| Gemeinde                              | Einwohner         | Einwohner         |
| Gemeinde                              | 2. September 1994 | 2. September 2004 |
| ------------------------------------- | ----------------- | ----------------- |
| Beni-Mellal (M)                       | 140.212           | 163.286           |
| El Ksiba (M)                          | 15.355            | 18.481            |
| Kasba Tadla (M)                       | 36.570            | 40.898            |
| Zaouiat Cheikh (M)                    | 19.906            | 22.728            |
| Aghbala                               | 11.754            | 12.400            |
| Ait Oum El Bekht                      | 9.531             | 9.893             |
| Boutferda                             | 5.452             | 6.333             |
| Dir El Ksiba                          | 19.559            | 19.130            |
| Foum El Anceur                        | 10.190            | 13.795            |
| Foum Oudi                             | 7.194             | 7.802             |
| Guettaya                              | 14.701            | 14.621            |
| Naour                                 | 6.409             | 6.433             |
| Oulad Gnaou (Ouled Gnaou)             | 10.708            | 11.256            |
| Oulad M’Barek (Ouled M’Barek)         | 15.578            | 17.578            |
| Oulad Said L’Oued (Ouled Said L’Oued) | 12.454            | 13.618            |
| Oulad Yaich (Ouled Yaich)             | 26.744            | 27.773            |
| Oulad Youssef (Ouled Youssef)         | 11.598            | 12.804            |
| Semguet                               | 10.786            | 11.122            |
| Sidi Jaber                            | 17.961            | 18.678            |
| Taghzirt                              | 18.046            | 18.942            |
| Tanougha                              | 9.412             | 10.874            |
| Tizi N’Isly                           | 6.003             | 10.060            |